# Cervesina
Cervesina é uma comuna italiana da região da Lombardia, província de Pavia, com cerca de 1.199 habitantes. Estende-se por uma área de 12 km², tendo uma densidade populacional de 100 hab/km². Faz fronteira com Corana, Mezzana Rabattone, Pancarana, Voghera, Zinasco.

## Demografia
| Variação demográfica do município entre 1861 e 2011                               |
|                                                                                   |
| Fonte: Istituto Nazionale di Statistica (ISTAT) - Elaboração gráfica da Wikipedia |